# ВК Етрополе (Етрополе)
ВК „Етрополе“ (Етрополе) е волейболен клуб от град Етрополе. Отборът е редовен участник във Висшата лига, второто ниво на българската национална волейболна лига за мъже.